# Piqued Jacks
Los Piqued Jacks son una banda de rock italiana formada en 2006 en Buggiano y compuesta por E-King (voz, piano, sintetizador), Majic-o (guitarra), littleladle (bajo) y HolyHargot (batería). En 2023 fueron seleccionados como representantes de San Marino en el Festival de la Canción de Eurovisión con la canción "Like an Animal".

## Historia
Los Piqued Jacks se formaron en 2006 en Buggiano.
En 2010 y 2011, los Piqued Jacks lanzaron sus dos primeros EP. Luego, en 2012, trabajaron con el productor de Los Ángeles, Brian Lanese, en el tercero, Just a Machine, que se lanzaría en enero de 2013. En marzo de 2014, trabajaron con Matt Noveskey (Blue October) para los sencillos Upturned Perspectives y No Bazooka. Su primer álbum de estudio, Climb Like Ivy Does, fue lanzado en 2015, y en 2016 también se lanzó la versión acústica, titulada Aerial Roots. En 2016, ThEd0g (batería) fue reemplazado por Damiano Beritelli, quien a su vez fue reemplazado en 2017 por HolyHargot. En junio de 2018, se lanzó el sencillo Wildly Shine, preproducido por Michael Beinhorn (Red Hot Chili Peppers, Soundgarden). Cuatro meses después llegaría su segundo álbum de estudio titulado The Living Past, que fue producido por Dan Weller (Enter Shikari, Bury Tomorrow). En abril de 2019, Penguinsane (guitarra) fue reemplazado por Majic-o, y en 2019, los Piqued Jacks también ganaron el premio en la categoría Rock en Sanremo Rock.
En mayo de 2020, Piqued Jacks pasó a formar parte del contenedor de música MTV New Generation. En septiembre de 2020, se lanzó el sencillo Safety Distance, el primer trabajo con Brett Shaw (Foals, Florence + The Machine). En marzo de 2021, lanzaron su tercer álbum de estudio Synchronizer, producido por Julian Emery (Nothing But Thieves, McFly), Brett Shaw y Dan Weller. En 2023, participaron en la segunda edición de Una voce per San Marino, donde presentaron el inédito Like an Animal. En la noche final, el jurado los coronó como ganadores, convirtiéndolos en los representantes de San Marino en el Festival de la Canción de Eurovisión 2023, celebrado en Liverpool.

## Miembros
Actuales
- E-King – voz, piano, sintetizador (2006-presente)
- littleladle - bajo, coros (2006-presente)
- HolyHargot – batería (2017-presente)
- Majic-o - guitarra, coros (2019-presente)

Anteriores
- Penguinsane – guitarra
- ThEd0g - bajo

## Discografía

### Álbumes de estudio
- 2015 – Climb like Ivy Does
- 2016 – Aerial Roots
- 2018 – The Living Past
- 2021 – Synchronizer

### EP
- 2008 – Tight-Mess
- 2010 – Momo the Monkey
- 2011 – Brotherhoods
- 2013 – Just a Machine

### Sencillos
- 2013 – My Kite
- 2013 – Youphoric?!
- 2013 – Amusement Park
- 2014 – Upturned Perspectives
- 2014 – No Bazooka
- 2015 – Romantic Soldier
- 2016 – Shyest Kindred Spirit (Acoustic)
- 2018 – Eternal Ride of a Heartful Mind
- 2018 – Loner vs Lover
- 2018 – Wildly Shine
- 2020 – Safety Distance
- 2020 – Every Day Special
- 2020 – Golden Mine
- 2021 – Elephant
- 2021 – Mysterious Equations
- 2021 – Fire Brigade
- 2022 – Everything South
- 2022 – Particles
- 2022 – Sunflower